# Hadena pumila
Hadena pumila là một loài bướm đêm thuộc họ Noctuidae. Nó được tìm thấy ở Hy Lạp, Thổ Nhĩ Kỳ, Ngoại Kavkaz, Israel, Liban, Jordan, Syria và Iran.
Con trưởng thành bay từ tháng 5 đến tháng 7 làm một đợt in Israel.

## Phụ loài
- Hadena pumila pumila
- Hadena pumila phoenica